# Velîki Lazî, Ujhorod
Velîki Lazî (în ucraineană Великі Лази) este localitatea de reședință a comunei Velîki Lazî din raionul Ujhorod, regiunea Transcarpatia, Ucraina.

## Demografie
Componența lingvistică a localității Velîki Lazî
     Ucraineană (98,74%)
     Alte limbi (1,19%)
Conform recensământului din 2001, majoritatea populației localității Velîki Lazî era vorbitoare de ucraineană (98,74%), existând în minoritate și vorbitori de alte limbi.